# Джексонвілл (Міссурі)
Джексонвілл (англ. Jacksonville) — селище (англ. village) в США, в окрузі Рендолф штату Міссурі. Населення — 122 особи (2020).

## Географія
Джексонвілл розташований за координатами 39°35′16″ пн. ш. 92°28′23″ зх. д. / 39.58778° пн. ш. 92.47306° зх. д. (39.587747, -92.473067).  За даними Бюро перепису населення США в 2010 році селище мало площу 0,29 км², уся площа — суходіл.

## Демографія
Згідно з переписом 2010 року, у селищі мешкала 151 особа в 56 домогосподарствах у складі 41 родини. Густота населення становила 527 осіб/км².  Було 65 помешкань (227/км²).
Расовий склад населення:
| - 98,0 % — білих - 0,7 % — чорних або афроамериканців |

До двох чи більше рас належало 1,3 %. Частка іспаномовних становила 2,0 % від усіх жителів.
За віковим діапазоном населення розподілялося таким чином: 27,2 % — особи молодші 18 років, 60,9 % — особи у віці 18—64 років, 11,9 % — особи у віці 65 років та старші. Медіана віку мешканця становила 32,8 року. На 100 осіб жіночої статі у селищі припадало 88,8 чоловіків;  на 100 жінок у віці від 18 років та старших — 103,7 чоловіків також старших 18 років.
Середній дохід на одне домашнє господарство  становив 40 129 доларів США (медіана — 43 125), а середній дохід на одну сім'ю — 42 540 доларів (медіана — 43 542). За межею бідності перебувало 17,6 % осіб, у тому числі 34,6 % дітей у віці до 18 років та 0,0 % осіб у віці 65 років та старших.
Цивільне працевлаштоване населення становило 81 осіб. Основні галузі зайнятості: виробництво — 34,6 %, мистецтво, розваги та відпочинок — 19,8 %, освіта, охорона здоров'я та соціальна допомога — 18,5 %.